# George Mraz
Jiří Mráz, conocido como George Mraz, (Písek, Protectorado de Bohemia y Moravia, 9 de septiembre de 1944-16 de septiembre de 2021) fue un bajista de jazz y saxofonista alto checo.

## Carrera
Se diplomó en el Conservatorio de Praga en 1966 con estudios en bajo.
Mraz fue miembro  del grupo de Oscar Peterson y ha trabajado con Pepper Adams, Stan Getz, Michel Petrucciani, Stephane Grappelli, Tommy Flanagan, Jimmy Raney, Chet Baker, Joe Henderson y muchos otros músicos de jazz.
También participó con Joe Lovano, Hank Jones y Paul Motian en los álbumes de Lovano, I'm All For You y Joyous Encounter.
Mraz es también conocido por sus solos con el arco al estilo de Paul Chambers.
Durante los años 70 fue miembro  del Cuarteto de Jazz de Nueva York y de la Orquesta de Thad Jones y Mel Lewis, y en los 80 miembro del grupo Quest.

## Discografía

### Como líder/colíder
- 1977: Alone Together with Masaru Imada
- 1992: Catching Up
- 1995: Jazz with Richie Beirach, Billy Hart, Larry Willis, Rich Perry
- 1995: My Foolish Heart with Richie Beirach, Billy Hart
- 1997: Bottom Lines with Cyrus Chestnut, Al Foster, Rich Perry
- 1999: Duke's Place with Renee Rosnes, Billy Drummond, Cyrus Chestnut
- 2002: Morava with Billy Hart, Emil Viklicky, Zuzana Lapčíková
- 2007: Moravian Gems with Iva Bittova, Emil Viklicky, Laco Tropp
- 2012: George Mraz quartet-Jazz na Hrade with David Hazeltine, Rich Perry, Joey Baron
- 2014: Together Again with Emil Viklický

Con el Cuarteto de Jazz de Nueva York
- Surge (Enja, 1977)
- Song of the Black Knight (Sonet, 1977)
- Blues for Sarka (Enja, 1978)
- New York Jazz Quartet in Chicago (Bee Hive, 1981)
- Oasis (Enja, 1981)

### Como acompañante
Con Yelena Eckemoff, Mark Turner, Joe Locke & Billy Hart
- A Touch of Radiance (L & H Production, 2014)

Con Michel Petrucciani & Stephane Grappelli
- Flamingo (Dreyfus, 1996)

Con Pepper Adams
- Ephemera (Spotlite, 1973)
- Julian (Enja, 1975)
- Twelfth and Pingree (Enja, 1975)
- Reflectory (Muse, 1978)
- The Master (Muse, 1980)
- Urban Dreams (Palo Alto, 1981)

Con John Abercrombie
- Arcade (ECM, 1978)
- Abercrombie Quartet (ECM, 1979)
- M (ECM, 1980)

Con John Scofield
- John Scofield Live  (Enja, 1977)

Con Toshiko Akiyoshi
- Time Stream (1984)
- Four Seasons (1990)
- Remembering Bud: Cleopatra's Dream (1990)
- Time Stream: Toshiko Plays Toshiko (1996)
- Hope (2006)
- 50th Anniversary Concert in Japan (2006)

Con Richard Beirach
- Elm (ECM, 1979)

Con Quest
- Quest (Trio/Palo Alto, 1981)

Con Bob Brookmeyer
- Back Again (Sonet, 1978)

Con Kenny Burrell
- Ellington Is Forever Volume Two (Fantasy, 1975)

Con Kenny Drew
- Lite Flite (SteepleChase, 1977)

Con Jon Faddis y Billy Harper
- Jon & Billy (Trio, 1974)

Con Art Farmer
- Crawl Space (CTI, 1977)

Con Tommy Flanagan
- Ballads & Blues (Inner City, 1979)

Con Stan Getz
- Bossas & Ballads – The Lost Sessions (Verve, 1989 [2003])

Con Dizzy Gillespie
- The Winter in Lisbon (Milan, 1990)
- Bird Songs: The Final Recordings (Telarc, 1992)
- To Bird with Love (Telarc, 1992)

Con Urbie Green
- The Fox (CTI, 1976)

Con Andy LaVerne y Al Foster
- Time Well Spent (1994)

Con Jaroslav Jakubovič
- Coincidence (VMM Records, 2009)

Con Elvin Jones
- Earth Jones (Palo Alto, 1982)
- Youngblood (Enja, 1992)

Con Keystone Trío
- Heart Beats (1996)[5]
- Newklear Music: The Songs of Sonny Rollins (1997)[6]

Con Steve Kuhn
- Steve Kuhn Live in New York (Cobblestone, 1972)

Con John Lewis (Atlántico, 2001)
- Evolution II

Con Joe Lovano
- Grand Slam
- I'm All For You (Blue Note, 2003)
- Joyous Encounter (Blue Note, 2004)

Con Charles Mingus
- Three or Four Shades of Blues (Atlantic, 1977)

Con Mike Nock
- In Out and Around featuring Mike Brecker and Al Foster) (1979)

Con Oscar Peterson
- Another Day (MPS, 1970)
- In Tune (MPS, 1971)
- Walking the Line (MPS, 1971)

Con Art Pepper
- Thursday Night at the Village Vanguard (Contemporary, 1977 [1979])
- Friday Night at the Village Vanguard (Contemporary, 1977 [1979])
- Saturday Night at the Village Vanguard (Contemporary, 1977 [1979])
- More for Les at the Village Vanguard (Contemporary, 1977 [1985])

Con el Jimmy Raney Trío
- But Beautiful (Criss Cross Jazz, 1991)

Con Zoot Sims
- If I'm Lucky (Pablo, 1977) with Jimmy Rowles
- Warm Tenor (Pablo Records, 1979)
- Zoot Sims and the Gershwin Brothers (Pablo, 1975)

Con The Thad Jones / Mel Lewis Orchestra
- Suite for Pops (A&M, 1972)
- Thad Jones / Mel Lewis and Manuel De Sica (Pausa, 1974)
- Potpourri (Philadelphia International, 1974)
- Live in Tokyo (Denon, 1974)
- New Life (A&M, 1976)

Con McCoy Tyner
- McCoy Tyner Plays John Coltrane: Live at the Village Vanguard (Impulse!, 1997)

Con Mal Waldron
- Mal 81 (Progressive, 1981)

Con Benny Carter
- In the Mood for Swing (Music Masters, 1988)